# British American Tobacco
British American Tobacco p.l.c. – międzynarodowe przedsiębiorstwo tytoniowe z siedzibą w Londynie, notowane na giełdach w Londynie (LSE), Nowym Jorku (AMEX) i Malezji (KLSE).
Przedsiębiorstwo rozpoczęło działalność w 1902 r. W Polsce obecne jest od 1991 r. Posiada spółkę zależną z siedzibą w Augustowie.
Przedsiębiorstwo sprzedaje swoje wyroby pod markami: Lucky Strike, Kent, Pall Mall, Dunhill, Golden American, Vogue, Jan III Sobieski, Rothmans (dawniej Viceroy), Albatros, Cristal, Nevada, Męskie, Walet, a także wkłady do podgrzewcza tytoniu Glo - Neo.
Przedsiębiorstwo oferuje także nietytoniowe wyroby nikotynowe:
- Saszetki nikotynowe Velo,
- E-papierosy jednorazowe, kartridże, liquidy pod marką Vuse,
- Wkłady do podgrzewcza tytoniu Glo, pod marką Veo. Wkłady powstały na bazie liści herbaty Rooibos.

## Historia
Spółka British American Tobacco Ltd. została założona w 1902 jako wspólne przedsięwzięcie brytyjskiego Imperial Tobacco Company i amerykańskiego American Tobacco Company. Interesy prowadziła m.in. w Chinach, Kanadzie, Nowej Zelandii i Australii, nie działała jednak w Wielkiej Brytanii ani USA. W 1911 American Tobacco sprzedało udziały, natomiast Imperial Tobacco stopniowo redukowało swoje zaangażowanie w spółce aż do 1980.
Po reorganizacji przeprowadzonej w 1976, przedsiębiorstwa należące do grupy były zarządzane przez nową spółkę holdingową – B.A.T. Industries. W 1994 BAT przejął swoją dawną spółkę-matkę, American Tobacco, dzięki czemu zyskał marki Lucky Strike i Pall Mall. W 1999 nabył spółkę Rothmans International, posiadającą udziały w fabryce w Mjanmie, co stało się powodem krytyki ze strony obrońców praw człowieka. Pod naciskiem rządu brytyjskiego BAT sprzedał w 2003 udziały w tej wytwórni. W tym samym roku przejął włoskie przedsiębiorstwo tytoniowe Ente Tabacchi Italiani. W 2007 zakończył działalność produkcyjną w Wielkiej Brytanii. W 2008 roku BAT przejął Scandinavian Tobacco. 17 stycznia 2017 uzgodniono, że BAT przejmie całkowicie konkurencyjny koncern Reynolds American za 49,4 mld dolarów.

## Działalność w Polsce
British American Tobacco działalność w Polsce rozpoczęło w 1991, wkrótce nawiązując współpracę z Przedsiębiorstwem Wyrobów Tytoniowych w Augustowie. W 1995 nabyło w ramach umowy prywatyzacyjnej 65% jego akcji. Zgodnie ze zobowiązaniami wynikającymi z tej umowy, BAT zainwestował w obiekty i linie produkcyjne fabryki oraz program wspierania plantatorów tytoniu w regionie. W 1996 powstała nowa kotłownia, a w 1998 – krajalnia tytoniu. W 1999 spółkę-córkę przekształcono w British-American Tobacco Polska SA.
BAT posiada dwa zakłady produkcyjne: w Augustowie i Rojowie oraz centrum badawczo-rozwojowe eSmoking Institute w Poznaniu.
22 września 2015 ogłoszono, że British American Tobacco przejmuje 100% udziałów CHIC Group, właściciela m.in. największej polskiej sieci sprzedaży e-papierosów.
W 2023 ogłoszono, że placówki CHIC Group działające dotychczas pod nazwą eSmoking World przejdą rebranding. Od tego momentu, sieć działa pod nazwą Inspiration Store. Tego samego roku wdrożono program lojalnościowy Inspiration Club, który tym samym zastąpił wcześniej działający program Alter Zone.